# Argiolestes australis
Argiolestes australis là loài chuồn chuồn trong họ Argiolestidae. Loài này được Guérin-Méneville mô tả khoa học đầu tiên năm 1832.